# Совет национальной безопасности Израиля
Совет национальной безопасности Израиля (ивр. המטה לביטחון לאומי‎) — центральный орган Израиля по координации, интеграции, анализу и мониторингу в области национальной безопасности и штаб форума по национальной безопасности при премьер-министре и правительстве Израиля. Однако решения по национальной безопасности, которые обычно принимаются советами национальной безопасности в других странах, в Израиле принимаются Кабинетом безопасности. Совет получает свои полномочия от правительства и действует в соответствии с руководящими указаниями премьер-министра.
Совет был создан в 1999 году канцелярией премьер-министра Биньямина Нетаньяху в соответствии с постановлением правительства № 4889 в рамках извлечения уроков из войны Судного дня. Его обязанности были закреплены законом начиная с июля 2008 года, отчасти в ответ на Вторую ливанскую войну.

## Юридическая основа
Статья 7 Закона о правительстве от 2001 года гласит, что «Правительство будет иметь штаб, созданный Премьер-министром для предоставления профессиональных консультаций в области национальной безопасности; Премьер-министр уполномочен поручать сотрудникам дополнительные консультации в области национальной безопасности».
Постановлением Правительства № 4889 от 7 марта 1999 года был учрежден Совет национальной безопасности. В постановлении Правительства, в частности, указывалось, что:
- Целью Совета является выполнение функций централизованного консультативного органа при премьер-министре и правительстве по вопросам национальной безопасности.
- Совет получает свои полномочия от правительства и действует в соответствии с директивами премьер-министра.

## Назначение
Совет национальной безопасности является органом премьер-министра и аппарата правительства в области национальной безопасности. Функции Совета, как указано в Постановлении Правительства, заключаются в следующем:
- Проводить форумы высшего совета при премьер-министре и правительстве по вопросам национальной безопасности.
- Координировать комплексные оценки процессов и тенденций во всех аспектах национальной безопасности.
- Руководить совместными действиями сотрудников ведомств и ведомств, занимающихся вопросами национальной безопасности, с целью улучшения координации и интеграции между ними.
- Подготовиться к обсуждениям в правительстве, министерском комитете по национальной безопасности и премьер-министре.
- Консультировать правительство по вопросам политики, касающейся национальной безопасности.
- Планировать, исходя из долгосрочной перспективы, компоненты национальной безопасности при содействии существующих органов планирования в государственных учреждениях и организациях, занимающихся вопросами национальной безопасности.
- Отслеживать и предоставлять обновленную информацию о деятельности и выполнении резолюций, касающихся национальной безопасности.
- Поддерживать координацию и сотрудничество с параллельными органами национальной безопасности в отдельных странах.

Среди функций Совета — стратегическое консультирование премьер-министра, предоставление рекомендаций по безопасности правительству, совместное руководство и координация сил безопасности, а также инспекция и надзор за принятием решений, связанных с органами безопасности. Другие функции включают долгосрочное планирование подходов к обеспечению безопасности и поддержание отношений сотрудничества и координации с органами национальной безопасности отдельных стран.
Совет также поддерживает дипломатические связи на высшем уровне с мировыми державами.

## Основные направления деятельности
Совет формулирует альтернативные варианты политики Израиля в отношении политического процесса, а также в области взаимоотношений с:
- Странами Ближнего Востока, особенно с палестинцами, Ливаном, Сирией, Египтом, Иорданией и другими странами.
- Крупнейшими державами: Соединенные Штаты, Россия, Европейский союз, Китай и Индия.
- Ключевыми странами регионов: Турция и Индия
- Крупнейшими международными организациями, такие как Организация Объединенных Наций, НАТО и ОЭСР.

Совет также занимался такими вопросами, как планирование строительства заграждений на Западном берегу и контроль за его осуществлением, план разъединения с Сектором Газа и соглашение с Египтом по поводу Филадельфийского коридора.
Новая область деятельности связана с вопросами энергетики, основанными на комплексном подходе к национальной безопасности, включая:
- Поставщики энергии
- Стратегические резервы
- Сочетание источников

## Структура
Совет национальной безопасности является частью аппарата премьер-министра и непосредственно подчиняется ему по вопросам, связанным с национальной безопасностью.
Совет состоит из трех подразделений:
- Отдел политики безопасности
- Отдел внешней политики
- Бюро по борьбе с терроризмом

У Совета также есть два консультанта: юридический и экономический.
С конца декабря 2006 года офис главы Совета, сотрудники Отдела внешней политики, отдел безопасности и юрисконсульты располагались в здании премьер-министра в Иерусалиме. Остальные сотрудники Совета и штаб-квартира Бюро по борьбе с терроризмом находятся на объекте Совета в Рамат-ха-Шароне.
Работа Совета считается секретной и проводится вне поля зрения общественности. Его полномочия расплывчаты, и премьер-министр не обязан принимать его рекомендации, в отличие, например, от рекомендаций Генерального прокурора.

## Внешнеполитическое крыло
Отдел внешней политики Совета национальной безопасности отвечает за планирование, интеграцию и координацию политики по основным вопросам национальной безопасности. Функции Отдела:
- Формулирование оценок политической ситуации
- Выработка рекомендаций для политики Израиля
- Проведение стратегических диалогов с Советами национальной безопасности ведущих стран

## Главы Совета
Первым советником по национальной безопасности и главой Совета был генерал (в запасе) Давид Иври. Нынешний глава Совета — Цахи Ханегби.
| #  | Фото | Имя            | Начало срока       | Конец срока        | При премьер-министре      |
| -- | ---- | -------------- | ------------------ | ------------------ | ------------------------- |
| 1  |      | Давид Иври     | Март 1999 года     | Январь 2000 года   | Биньямин Нетаньяху        |
| 2  |      | Узи Даян       | Сентябрь 2000 года | Сентябрь 2002 года | Ариэль Шарон              |
| 3  |      | Эфраим Галеви  | Сентябрь 2002 года | Август 2003 года   | Ариэль Шарон              |
| 4  |      | Гиора Айленд   | Январь 2004 года   | Июнь 2006 года     | Ариэль Шарон              |
| 5  |      | Илан Мизрахи   | Июнь 2006 года     | Сентябрь 2007 года | Эхуд Ольмерт              |
| 6  |      | Узи Арад       | Апрель 2009 года   | Март 2011 года     | Биньямин Нетаньяху        |
| 7  |      | Яаков Амидрор  | Март 2011 года     | Ноябрь 2013 года   | Биньямин Нетаньяху        |
| 8  |      | Йоси Коэн      | Ноябрь 2013 года   | Декабрь 2015 года  | Биньямин Нетаньяху        |
| 9  |      | Меир Бен-Шабат | Август 2017 года   | Август 2021 года   | Биньямин Нетаньяху        |
| 10 |      | Эяль Хульта    | Август 2021 года   | Январь 2023 года   | Нафтали Беннетт Яир Лапид |
| 11 |      | Цахи Ханегби   | Январь 2023 года   | н. в.              | Биньямин Нетаньяху        |